# Parujr Hajrikján
Parujr Hajrikján (örményül: Պարույր Հայրիկյան, Jereván, 1949. július 5. –) örmény politikus, volt szovjet disszidens.
Hajrikean az ellenzéki demokratikus mozgalom egyik vezetője volt a Szovjetunióban, éveket töltött fogolytáborokban, illetve száműzetésben. Író és zeneszerző, számos örmény hazafias dal szerzője.
A Nemzeti Önrendelkezés Unió elnökeként indult a 2013-as örményországi elnökválasztáson. Közvetlenül a választások előtt merénylet érte, ezért a választási kampány egy részét kórházban töltötte. Végül 1% fölötti eredménnyel a negyedik lett.

## Külső hivatkozások
- http://www.hayrikyan.com